# Rejanți, Pernik
Rejanți (în bulgară Режанци) este un sat în comuna Breznik, regiunea Pernik,  Bulgaria. 

## Demografie
Componența etnică a satului Rejanți
     Bulgari (99%)
     Nicio identificare (1%)
     Altele (0%)
La recensământul din 2011, populația satului Rejanți era de 100 locuitori. Din punct de vedere etnic, majoritatea locuitorilor (99,0%) erau bulgari. Pentru 1,0% din locuitori nu este cunoscută apartenența etnică.